# Eu Acredito (canção de Xuxa)
"Eu Acredito (Pensar Positivo)" é uma canção da artista musical brasileira Xuxa, a canção é tema principal do filme Xuxa em Sonho de Menina (2007).

## Desenvolvimento
O Instrumental da música tinha sido trabalhado com Xuxa em uma versão alternada descartada do projeto XSPB 7 (2007).

## Vídeo musical
O vídeo dirigido por Rudi Lagemann a cargo de Xuxa Produções. O clipe onde Xuxa faz a personagem Érica Cristina "Kika" lembra o visual de seus programas extintos como o Xou da Xuxa e o Planeta Xuxa. O vídeo musical foi colocado no YouTube em janeiro na conta oficial de Xuxa.

## Faixas e formatos
| Download digital |                                 |         |  |
| N.º              | Título                          | Duração |  |
| 1.               | "Eu Acredito (Pensar Positivo)" | 3:58    |  |

## Desempenho nas tabelas musicais

### Posições
| Tabela musical (2007)                     | Melhor posição |
| ----------------------------------------- | -------------- |
| Brasil (Brasil Hot 100 Airplay)           | 84             |
| Argentina (Top 100 Argentina)             | 70             |
| Espanha (Productores de Música de España) | 50             |

## Histórico de lançamento
| País           | Data                  | Formato          | Gravadora |
| -------------- | --------------------- | ---------------- | --------- |
| Alemanha       | 4 de outubro de 2008  | Download digital | Som Livre |
| México         | 4 de outubro de 2008  | Download digital | Som Livre |
| França         | 4 de outubro de 2008  | Download digital | Som Livre |
| Itália         | 4 de outubro de 2008  | Download digital | Som Livre |
| Estados Unidos | 12 de janeiro de 2009 | Rádio mainstream | Som Livre |